# Time Horizon
Time Horizon (Zeithorizont) ist eine Installation des Künstlers Antony Gormley. Sie besteht aus 100 eisernen Figuren, die nach dem Körper Gormleys gestaltet wurden und vom 25. Juni bis zum 8. Oktober 2006 im Parco Archeologico di Scolacium im italienischen Borgia aufgestellt waren.

## Werk
Die 100 Figuren wurden im Archäologischen Park von Scolacium am Rande eines Olivenhaines aufgestellt. Sie verteilten sich im gesamten archäologischen Bereich des Forums, dem Hauptplatz der Colonia Minervia Scolacium und wurden auch im Olivenhain aufgestellt. Sie hatten ihren Standort auf unterschiedlichen Höhen, so dass durchgehend eine Höhe von 1,80 m oberhalb der Horizontalebene des ausgegrabenen Forums erreicht wurde. Dies ist der Mittelwert der heutigen Höhe der Erdoberfläche, zur Höhe des antiken Forums. Die Figuren schauten in alle Richtungen, niemals jedoch eine andere Figur an.
Es war die zweite Ausstellung im Parco Archeologico di Scolacium, die im Rahmen der Aktion Intersezioni („Verschneidungen“) stattfand, mit dem Ziel, die Beziehung zwischen dem archäologischen Erbe und der zeitgenössischen Kunst in einen Zusammenhang zu stellen. Die Figuren sind aus Eisen gegossen. Gedanke war, ein Erdmaterial anstatt Bronze zu verwenden. Für die Figuren nahm Gormley sich selbst, bzw. einen Gipsabdruck von sich als Vorlage.

## In weiteren Werken
Gormley griff das Thema in anderen Zusammenhängen erneut auf:
- Another Place ist eine Installation bestehend aus 100 eisernen Figuren, die seit 2005 am Strand der Mündung des River Mersey, am Crosby Beach nördlich von Liverpool dauerhaft aufgestellt sind.

- Event Horizon: 2007 wurden für Event Horizon 31 Figuren in London aufgestellt. 2010 wurden die Figuren in New York City aufgestellt, und seit 2012 befinden sich diese Figuren in São Paulo und Rio de Janeiro.[4]

- Horizon Field ist eine Installation im Vorarlberger Lechquellengebirge, bestehend aus 100 Figuren.